# 藤原宗忠
藤原 宗忠（ふじわら の むねただ）は、平安時代後期の公卿。藤原北家中御門流の権大納言藤原宗俊の長男。従一位・右大臣。中御門右大臣と号し、中御門 宗忠とも呼ばれる。
摂関政治から院政への過渡期の公卿として、その時代の動きや自身の身辺での出来事、また、重要な人物との接触や、その活動についての自身の意見や評価を日記『中右記』に残し、当時の情勢をつかむ上で重要な史料を後世に提供した。

## 経歴
承保元年（1074年）、従五位下に叙爵。承暦2年（1078年）には侍従に補され、右近衛少将・左近衛少将を経たしたのち寛治6年（1092年）に正四位下へ昇進。寛治8年（1094年）には右中弁に叙任された。
左近衛大将に補された応徳4年（1087年）より『中右記』を書く。以降52年にわたって執筆を続け、その長い期間と宗忠の地位から白河院政期の基本史料として著名である。
弁官として雑務をこなす姿が自身が著した『中右記』をはじめとする諸史料から見られ、これ以降の昇進は大いに実務的な貢献が評価されてのものと窺える。承徳2年（1098年）に左中弁、のち右大弁と昇進を重ねた。また、同年より蔵人頭を兼ねる。翌康和元年（1099年）に参議、康和2年（1100年）には従三位に叙され、公卿に列す。
康和4年（1102年）、正三位。嘉承元年（1106年）には権中納言に昇る。翌嘉承2年（1107年）には従二位、天仁2年（1109年）で正二位に叙された。以降はしばらく出世が途絶え、天永4年（1113年）に左兵衛督、検非違使別当を兼任するに留まる。『中右記』では院政によって大きな変化の生じたこの時期の検非違使に関する記述に富んでおり、永久4年（1116年）に辞するまでの間の諸事を後世に伝えている。当時の検非違使庁の形骸化と院の権限の増長を象徴する一件・永久の強訴も宗忠が別当を務めていた時期に発生したものである。
保安3年（1122年）に権中納言叙任以来実に16年ぶりとなる権大納言への昇任を果たした。鳥羽院政が始まってまもなくの天承元年（1131年）の内大臣昇進によって大臣に達する。長承3年（1134年）には病気によって辞表を提出したが、返給された。左大臣・藤原家忠が薨去した翌年の保延2年（1136年）の除目において関白・藤原忠通、後任の左大臣となった源有仁に次ぐ右大臣に至った。保延4年（1138年）には従一位に昇ったが、その1か月後に病気を理由に出家。3年後の保延7年（1141年）に薨去した。享年80。

## 人物
日記『中右記』を残した。名称の由来は中御門右大臣の日記から。
有職故実に通じており、自家の説をまとめた『叙位次第』・『除目次第』を著して秘蔵した。『中右記』においては内覧・藤氏長者となって間もない藤原忠実にこれを進覧した記録がある。
弁官としての業務を通じて堀河天皇との間に親しい間柄を持った。堀河が崩御した際には日記に「我君何所去給哉」と記してその死を嘆き、葬儀が終わったのち幾度か先帝（堀河天皇）の夢を見たという記述が残っている。
音楽の才があり、管絃、特に父・宗俊より伝授された笙をよくした。『中右記』では白河法皇が宗忠に笙の作譜を命じ、その採点をしたという記録が残っている。また催馬楽にも秀でた。音律に関する著書『韻花集』『白律韻』があったとされるが現存しない。和歌は『続古今和歌集』『玉葉和歌集』に入集。

## 官歴
注記のないものは『公卿補任』による。
- 康平5年（1062年） 日付不詳：誕生
- 承保元年（1074年） 11月23日：従五位下[2]
- 承暦2年（1078年） 正月20日：侍従[2]
- 承暦5年（1081年） 正月12日：昇殿[2]
- 永保2年（1082年） 正月5日：従五位上（殿上一）[2]
- 永保3年（1083年） 2月1日：右近衛少将[3]
- 応徳3年（1086年） 正月5日：正五位下（労）[3]
- 応徳4年（1087年） 正月23日：兼美作介[4][3]。8月29日：左近衛少将[3]
- 寛治2年（1088年） 正月5日：従四位下（労）、止少将[3]。6月：侍従
- 寛治4年（1090年） 正月5日：従四位上[2]
- 寛治6年（1092年） 正月5日：正四位下[2]。正月：兼讃岐介
- 寛治8年（1094年）6月13日：右中弁[5]。6月22日：率分勾当[5]
- 嘉保3年（1096年） 4月21日：修理左宮城使[5]
- 永長2年（1097年） 4月29日：兼内蔵頭[5]。6月25日：復任
- 承徳2年（1098年） 正月27日：左中弁[5]。12月17日：右大弁兼蔵人頭、頭如元[5]。12月29日：造興福寺長官、氏院別当[5]
- 康和元年（1099年） 12月14日：兼参議、大弁長官如元
- 康和2年（1100年） 正月28日：兼備前権守[5]。5月22日：従三位（春日行幸行事賞）
- 康和4年（1102年） 正月5日：正三位（春日行幸行事賞）[5]
- 康和6年（1104年） 正月28日：兼伊予権守（大弁労）
- 嘉承元年（1106年） 12月27日：権中納言
- 嘉承2年（1107年） 正月26日：従二位[2]
- 天仁2年（1109年） 9月6日：正二位（太上皇御幸摂政第賞）
- 天永4年（1113年） 3月30日：兼左兵衛督、検非違使別当
- 永久4年（1116年） 5月1日：辞左兵衛督并別当[6]
- 保安3年（1122年） 12月17日：権大納言
- 大治5年（1130年） 2月21日：兼中宮大夫（藤原聖子立后）
- 天承元年（1131年） 12月22日：内大臣（宣命）
- 長承3年（1134年） 7月11日：依病悩上辞表。7月27日：返給表
- 保延2年（1136年） 12月9日 ：右大臣
- 保延4年（1138年） 1月5日：従一位。正月21日：勅授帯剣。2月26日：依病出家。
- 保延7年（1141年） 4月20日：薨去

## 系譜
- 父：藤原宗俊
- 母：藤原実綱の娘
- 妻：藤原行房の娘
  - 男子：藤原宗能（1083?-1170）
  - 男子：藤原宗成（1085-1138）
  - 男子：藤原宗重（1091-1131）
  - 男子：覚晴（1090?-1148）
- 生母不明の子女
  - 女子：藤原宗輔室
  - 女子：徳大寺実能室
  - 女子：源憲俊室
  - 女子：源顕国室